# Jerzy Kołodziejski
Jerzy Władysław Kołodziejski (ur. 13 grudnia 1933 w Nowej Wsi, zm. 24 czerwca 2001 w Gdańsku) – inżynier architekt, urbanista, polityk.

## Życiorys
Podczas studiów na Wydziale Architektury Politechniki Gdańskiej był działaczem studenckim, m.in. przewodniczył Uczelnianemu Parlamentowi Związku Studentów Polskich. Po ukończeniu w 1957 studiów został asystentem w Katedrze Planowania Regionalnego na Wydziale Architektury PG. W latach 1957–1969 był generalnym projektantem planów regionalnych województwa gdańskiego, a w okresie od 1970 do 1975 generalnym projektantem Planu Makroregionu Nadmorskiego. W latach 1970–2000 kierował Zakładem Planowania Regionalnego Instytutu Architektury i Urbanistyki PG. W latach 1986–1990 był prezesem Towarzystwa Urbanistów Polskich, w 1988 prezesem Narodowej Fundacji Ochrony Środowiska. W  latach 1999–2001 był przewodniczącym Komitetu Przestrzennego Zagospodarowania Kraju PAN.
W 1977 został powołany na stanowisko wicewojewody gdańskiego, w latach 1979–1982 był wojewodą gdańskim. Sygnatariusz porozumień sierpniowych ze Stoczni Gdańskiej (1980). Uczestnik rozmów Okrągłego Stołu, po stronie partyjno-rządowej, w trakcie których współprzewodniczył podzespołowi do spraw ekologii. W wyborach czerwcowych 1989 bez powodzenia kandydował do Senatu. W rządzie Tadeusza Mazowieckiego był sekretarzem stanu w Urzędzie Rady Ministrów od 13 września 1989 do 7 stycznia 1991. 
Był mężem Janiny, ojciec Katarzyny.
Zmarł w Gdańsku, pochowany 28 czerwca 2001 na cmentarzu Srebrzysko (Rejon II-Aleja Zasłużonych).

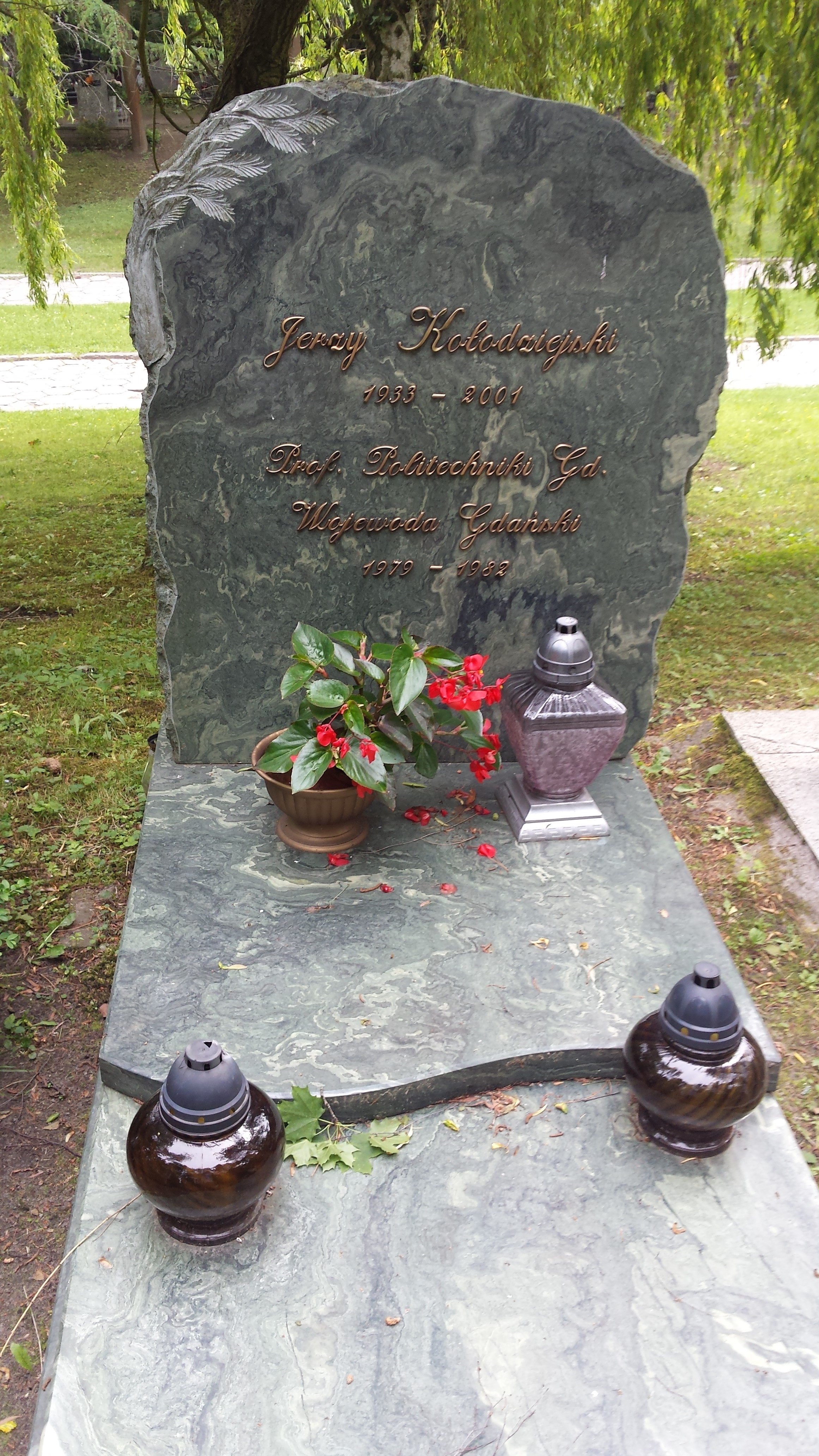
Grób Jerzego Kołodziejskiego na cmentarzu Srebrzysko w Gdańsku

## Ordery i odznaczenia
- Krzyż Komandorski Orderu Odrodzenia Polski (pośmiertnie, 26 czerwca 2001)[4]
- Krzyż Oficerski Orderu Odrodzenia Polski
- Krzyż Kawalerski Orderu Odrodzenia Polski
- Złoty Krzyż Zasługi
- Srebrny Krzyż Zasługi
- Medal Księcia Mściwoja II (pośmiertnie, 2003)[5]
- Odznaka „Zasłużony Działacz Żeglarstwa Polskiego” (17 grudnia 1979)[6]

## Upamiętnienie
Uchwałą Rady Miasta Gdańska Nr XII/384/2003 z 28 sierpnia 2003, na wniosek Towarzystwa Urbanistów Polskich, jego imieniem nazwano plac przy dworcu kolejowym w Gdańsku Wrzeszczu.